# ベラルーシ・ロシア連合国家

ロシア・ベラルーシ連合国家
Союзное государство（ロシア語）
Саюзная дзяржава（ベラルーシ語）

国の標語：なし
国歌：Державный союз народов

順位は、ロシア・ベラルーシを除いた上で算出している。

ベラルーシ・ロシア連合国家（ベラルーシ・ロシアれんごうこっか、ロシア語: Союзное государство России и Беларуси、ベラルーシ語: Саюзная дзяржава Расіі і Беларусі、英語: Union State of Russia and Belarus）は、ロシア連邦とベラルーシ共和国との国家連合である。
正式な名称は単に連合国家（ベラルーシ語: Саюзная дзяржава サユーズナヤ・ヅャルジャーヴァ、ロシア語: Союзное государство サユーズナイェ・ガスダールストヴァ）である。日本語では、ロシア・ベラルーシ連合国またはロシア・ベラルーシ連邦とも表記される。
国家元首にあたる「最高国家会議議長」はベラルーシ大統領のアレクサンドル・ルカシェンコが務め、首相にあたる「閣僚会議議長」はロシア首相のミハイル・ミシュスチンが務めている。

## 概要
1999年12月8日、ロシアのエリツィン大統領とベラルーシのルカシェンコ大統領との間で「ベラルーシ・ロシア連合国家創設条約」が調印された。当時、ロシアは国力が低下しており、イニシアチブはベラルーシ側が握っていた。そして、2000年1月26日の条約発効に伴い、ルカシェンコが連合国家の最高指導者となるはずだった。
ところが、エリツィンの後継大統領となったウラジーミル・プーチンが、ベラルーシのロシアへの吸収合併を示唆する発言を繰り返すようになり、この構想にルカシェンコが反発し、連合国家は機能せず、棚上げになった。2002年を最後にベラルーシとロシアの首脳会談も行われなくなり、ロシアとベラルーシの関係は悪化した。
しかし、2011年に入ってからベラルーシに未曽有の経済危機が襲い、プーチンはベラルーシとロシアとの統合を支援する旨を正式にベラルーシ首相であるミハイル・ミャスニコヴィチに述べ、ベラルーシ側も好反応を示したため、今後の両国統合の行方が注目されるようになった。

## 経緯
ロシアは、先述の通りベラルーシを吸収合併する思惑があった。ベラルーシの通貨をロシア・ルーブルにしようとしていたが、ベラルーシ側が反発した。
2008年5月27日には、首相に相当する閣僚会議議長へプーチンが就任した。
しかし、この連合国家はプーチンとルカシェンコの不和により、連合国家での閣僚会議や最高国家会議がたびたび行われるものの、国家として機能していない状態が続いている。
2009年末からのロシア・ベラルーシ間の石油価格引き上げ交渉が泥沼化（急激な石油価格の引き上げは、ベラルーシの国家破綻につながる）、ロシアは何かと連合国家プラン進行の障害になっているルカシェンコの排除に乗り出したとされ、ロシアとベラルーシの関係は紆余曲折が続いている。
2010年2月、ウクライナで親ロシア派のヴィクトル・ヤヌコーヴィチ大統領が就任。ロシアのエフゲニー・フョードロフ経済・起業担当国会委員会長は、半年以内にロシア、ベラルーシ、ウクライナを構成国とする新たな統一国家のプログラムを正式に発表できるであろうと述べた。
2010年6月19日、ベラルーシ側のガス料金滞納を理由に、ロシアの国営企業ガスプロムがベラルーシ向けのガス供給量を85％引き下げることを決定。ベラルーシとの間でいざこざが発生した。こういったベラルーシとロシアとの間のエネルギーをめぐるいざこざは今回に始まったことではなく、過去にもあった。今回のいざこざが起きるわずか数日前に、ベラルーシのルカシェンコ大統領がロシアを訪問し、プーチン首相、メドベージェフ大統領と会談していた。会談では双方とも笑顔を見せながら和やかなムードで話をしていたが、その矢先に両国関係を険悪化させる今回の事件が発生。ロシアとベラルーシの関係は一筋縄ではいかないということが示された形となった。ルカシェンコ大統領は「ガス戦争が勃発した」と宣言したが、最終的にはわずか数日でこの問題は解決した。ルカシェンコはロシアとの関係修復を素早く行った。
しかし、7月4日と16日、ロシア政府系テレビ局がルカシェンコについて赤裸々に綴ったドキュメンタリー番組を放送し、ルカシェンコを激怒させた。ルカシェンコは、対抗措置としてロシアの敵であるグルジア（現ジョージア）大統領ミヘイル・サアカシュヴィリと会談した。ロシアは、2010年12月に行われるベラルーシ大統領選で何としてでもルカシェンコを排除し、ベラルーシを吸収合併することを目指していたとされる。

## 国旗と国章

提案された国旗

連合国家の国旗は、ソビエト連邦の国旗に似た赤地に赤い星が2つあしらわれたものが提案されている。だが、共産主義をあらわしているわけではなく、2つの赤い星はロシアとベラルーシという2つの国を表すとしている。
また、連合国家の国章には、双頭の鷲が描かれているものが提案されている。双頭の鷲の上には太陽と2つの星があしらわれている。
この国旗および国章は、A・アコピャン、V・ブルガーコフ、G・クリュシンの三人が提案した。正式な国旗と国章は、まだ発表されていない。

## 国歌
国歌は、ソビエト連邦国歌のメロディーに新たな歌詞を当てた歌が提案されている。題名は「人民の偉大なる連合 Державный союз народов」という。正式な国歌は、まだ発表されていない。

## 通貨
単一通貨を導入する予定である。2013年までに導入するとされていた。

## 憲法
連合国家の憲法は、ソビエト連邦の憲法に基づいて作られる予定である。ボロディン国務長官は、暫定憲法の2010年の制定を提言していた。

## 歴代国務書記
| 代 | 肖像 | 氏名                       | 出身国 | 在任期間                       | 出典          |
| -- | ---- | -------------------------- | ------ | ------------------------------ | ------------- |
| 1  |      | パーヴェル・ボロジン       | ロシア | 2000年1月26日 - 2011年11月15日 |               |
| 2  |      | グリゴリー・ラポータ       | ロシア | 2011年12月15日 - 2021年3月19日 | [ 13 ]        |
| 3  |      | ドミートリー・メゼンツェフ | ロシア | 2021年3月19日 - （現職）       | [ 14 ] [ 15 ] |